# Chiesa di Sant'Andrea (Magliano Alfieri)
La chiesa di Sant'Andrea  è la parrocchiale di Magliano Alfieri nella provincia di Cuneo in Piemonte. Appartiene alla diocesi di Alba, e risale al XIV secolo.